# Сумкинский сельсовет
Су́мкинский сельсовет — упразднённые административно-территориальная единица и муниципальное образование со статусом сельского поселения в составе Половинского района Курганской области.
Административный центр — село Сумки.
9 января 2022 года сельсовет был упразднён в связи с преобразованием муниципального района в муниципальный округ.

## История
В соответствии с Законом Курганской области от 6 июля 2004 года № 419 сельсовет наделён статусом сельского поселения.

## Население
| 1989  | 2002  | 2004  | 2010  | 2012  | 2013  | 2014  |
| ----- | ----- | ----- | ----- | ----- | ----- | ----- |
| 1934  | ↘1826 | ↘1628 | ↘1530 | ↘1507 | ↘1479 | ↘1436 |
| 2015  | 2016  | 2017  | 2018  | 2019  | 2020  |       |
| ↘1414 | ↘1406 | ↘1385 | →1385 | ↘1330 | ↘1302 |       |

## Состав сельского поселения
| № | Населённый пункт | Тип населённого пункта       | Население |
| - | ---------------- | ---------------------------- | --------- |
| 1 | Золотое          | деревня                      | ↘51       |
| 2 | Малодубровное    | деревня                      | ↘147      |
| 3 | Сумки            | село, административный центр | ↘1085     |
| 4 | Сумки            | станция                      | 247       |